# Dane Cook
Dane Jeffrey Cook (ur. 18 marca 1972 w Cambridge) – amerykański aktor i komik pochodzenia irlandzkiego i włoskiego.

## Życiorys

### Wczesne lata
Urodził się w Cambridge, w stanie Massachusetts w rodzinie rzymskokatolickiej jako drugi syn Donny Jean (z domu Ford, zm. 3 lipca 2006 na nowotwór złośliwy) i George’a F. Cooka (zm. 2007), didżeja radiowego. Dorastał z siostrami i bratem w Arlington. Był fanem magazynu Fangoria. W 1990 ukończył Arlington High School w Arlington, mieście w hrabstwie Middlesex, w stanie Massachusetts, gdzie wystąpił w szkolnym musicalu Grease. Dorabiał w Video Horizons i restauracji Burger King. Jako nastolatek przyglądał się pracy ojca w rozgłośni radiowej, gdzie pojawiali się profesjonalni komicy tacy jak Bill Cosby, Johnny Carson i George Carlin.

### Kariera
Po występach w komediowych klubach 'Catch a Rising Star' w Harvard Square w Cambridge i Laugh Factory w Hollywood (1995), trafił na szklany ekran w serialu ABC Może tym razem (Maybe This Time, 1995-1996). Zadebiutował na ekranie w dwóch produkcjach kinowych - dreszczowcu Lep na muchy (Flypaper, 1997) u boku Craiga Sheffera, Talisy Soto, Lucy Liu, Illeany Douglas i Jamesa Wildera oraz komedii Buddy (1997) z Rene Russo i Alanem Cummingiem. Następnie pojawił się w jednym z odcinków sitcomu NBC A teraz Susan (Suddenly Susan, 1998) z Brooke Shields.
Zagrał w komedii Superbohaterowie (Mystery Men, 1999) u boku Bena Stillera, Williama H. Macy, Geoffreya Rusha, Grega Kinneara i Toma Waitsa, komedii sensacyjnej Simon wkracza do akcji (Simon Sez, 1999) z Dennisem Rodmanem, filmie przygodowym Dotyk (The Touch, 2002) u boku Michelle Yeoh i Bena Chaplina.
W telewizyjnej komedii Gorączka Wietrznego Miasta (Windy City Heat, 2003) wcielił się w postać Romana Polańskiego. Nagrał trzy komediowe albumy: Harmful If Swallowed (2003), Retaliation (2005) i Rough around the Edges: Live from Madison Square Garden (2007).

## Dyskografia

### albumy
- 2003: Harmful If Swallowed (CD/DVD), wyd. Comedy Central. #67 USA; album platynowy
- 2005: Retaliation (2CD/DVD), wyd. Comedy Central; #4 USA; podwójna platyna
- 2007: Rough around the Edges: Live from Madison Square Garden (CD/DVD)

### DVD
- 2006: Dane Cook: Vicious Circle DVD/HBO
- 2006: Tourgasm DVD HBO, wyd. Comedy Central
- 2007: The Lost Pilots DVD, wyd. Sony Pictures Television

## Filmografia
- 1995: „Maybe This Time” jako Kyle (serial TV)
- 1997: Buddy jako Fair Cop
- 1997: Flypaper jako Tim
- 1998:  A teraz Susan (Suddenly Susan) jako Elliott (serial TV)
- 1999: Simon Sez jako Nick Miranda
- 1999: Superbohaterowie (Mystery Men) jako Waffler
- 1999: Spiral jako David
- 1999-2002: Late Show with David Letterman w roli samego siebie
- 2002: „Crank Yankers” jako Sav McCauley (serial TV)
- 2002: The Man Show jako Blotto Pugilistum (serial TV)
- 2002: The Touch jako Bob
- 2002: L.A.X. jako Terrell Chasman
- 2003: Skazani na siebie (Stuck on You) jako oficer Fraioli
- 2003: Windy City Heat jako Roman Polański (emisja TV)
- 2004: Mr 3000 jako Sausage Mascot (głos)
- 2004: Good Girls Don't... jako Max (serial TV)
- 2004: Torque: Jazda na krawędzi jako Neil Luff
- 2004: Humor Me jako Dane (emisja TV)
- 2005: Waiting... jako Floyd
- 2005: Duck Dodgers jako Van Chancy (serial TV)
- 2005: Cooked jako Dane (emisja TV)
- 2006: Pracownik miesiąca (Employee of the Month) jako Zack Bradley
- 2006: Farce of the Penguins jako Online Penguin
- 2006: London jako George
- 2007: Ja cię kocham, a ty z nim (Dan in Real Life) jako Mitch Burns
- 2007: Facet pełen uroku (Good Luck Chuck) jako Charlie Logan
- 2007: Mr. Brooks jako pan Smith
- 2008: Dziewczyna mojego kumpla (My Best Friend's Girl) jako Tank Turner
- 2011: Spluwy, dziewczyny i poker jako szeryf Hutchins
- 2011: Hawaii Five-0 jako Matt Williams
- 2011: Louie
- 2013: Samoloty (Planes) jako Dusty Crophopper (głos)
- 2014: Samoloty 2 jako Dusty Crophopper (głos)
- 2017: Amerykańscy bogowie jako Robbie